# Eupithecia maleformata
Eupithecia maleformata är en fjärilsart som beskrevs av W. Warren 1895. Eupithecia maleformata ingår i släktet Eupithecia och familjen mätare. Inga underarter finns listade i Catalogue of Life.